# Jamiołki (przystanek kolejowy)
Jamiołki – nieczynny przystanek osobowy w miejscowości Jamiołki-Godzieby na linii kolejowej nr 36, w województwie podlaskim, w Polsce.
Przystanek w Jamiołkach funkcjonował do kwietnia 2000 r. Drewniany budynek stacyjny z roku 1950, pełniący rolę niewielkiej poczekalni, rozebrano ostatecznie w 2010 r. Po zawieszeniu ruchu pasażerskiego przez kilka lat znajdował się tam sklep spożywczy.
W bezpośrednim sąsiedztwie peronu (km 71,640) znajduje się drugi co do wielkości obiekt mostowy na linii, most betonowy nad rzeką Śliną, zbudowany w latach 1951-1953 przez KZKS w Starosielcach. Wcześniejszy obiekt został zniszczony przez wycofujących się Niemców w roku 1944.   
W marcu 2017 roku na linii kolejowej nr 36 rozpoczęły się prace związane z zapewnieniem objazdu linii kolejowej nr 6. Drobnemu remontowi został poddany peron. Ponadto przystanek znalazł się na liście podstawowej obiektów przewidzianych do przebudowy w ramach Rządowego Programu budowy lub modernizacji przystanków kolejowych na lata 2021-2025.

Przystanek osobowy Jamiołki
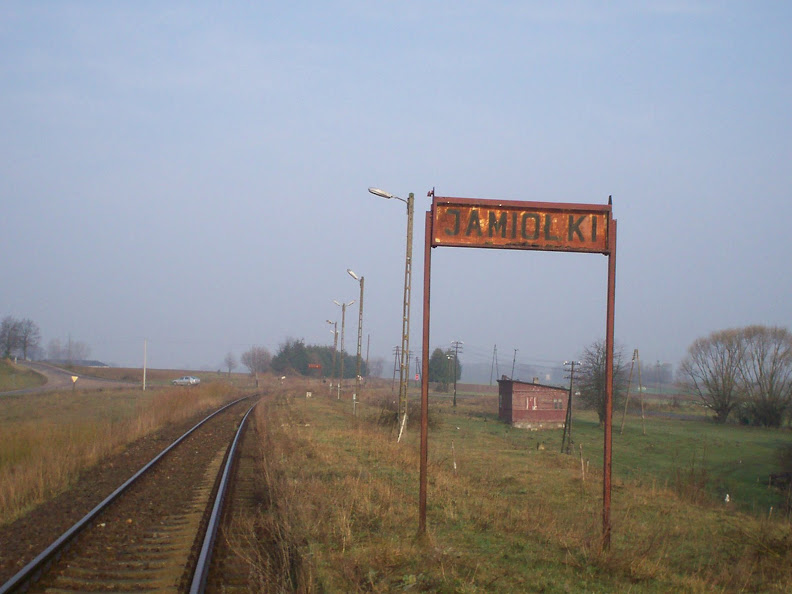
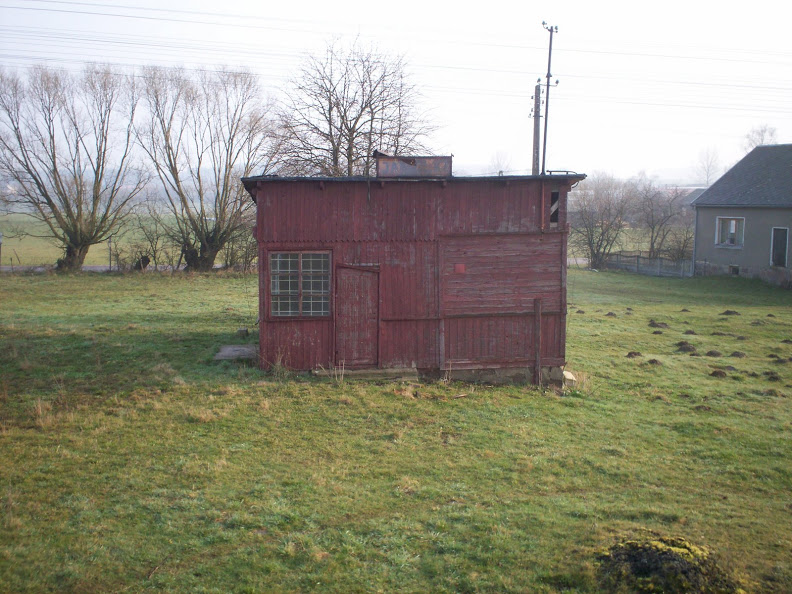
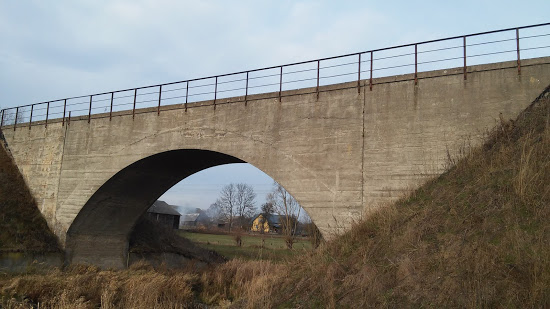